# Chauvetia decorata
Chauvetia decorata là một loài ốc biển, là động vật thân mềm chân bụng sống ở biển trong họ Buccinidae.